# Лонгстафф, Шон
Шон Дэ́вид Ло́нгстафф (англ. Sean David Longstaff; 30 октября 1997 года, Норт-Шилдс, Тайн-энд-Уир, Англия) — английский футболист, центральный полузащитник клуба «Лидс Юнайтед».

## Клубная карьера
Воспитанник молодёжной академии клуба «Ньюкасл Юнайтед». В январе 2017 года отправился в аренду в «Килмарнок». В оставшейся части сезона провёл 16 матчей в шотландском чемпионате.
В июле 2017 года отправился в аренду в «Блэкпул». В сезоне 2017/18 провёл за клуб 45 матчей и забил 9 мячей.
29 августа 2018 года дебютировал в основном составе «Ньюкасл Юнайтед» в матче Кубка Английской футбольной лиги против «Ноттингем Форест». 3 декабря 2018 года Лонгстафф подписал с «Ньюкаслом» четырёхлетний контракт. 26 декабря 2018 года Шон дебютировал за «сорок» в Премьер-лиге в матче против «Ливерпуля», выйдя на замену Кенеди. 26 февраля 2019 года забил свой первый гол в Премьер-лиге в матче против «Бернли». В начале марта 2019 года получил травму связок колена, из-за чего пропустил остаток сезона.
18 июля 2025 года, после семи сезонов в стане «сорок», Шон перешёл в «Лидс Юнайтед», заключив четырёхлетний контракт. По некоторым данным, сумма сделки составила 12 миллионов фунтов стерлингов, а также 3 миллиона фунтов стерлингов может быть выплачено дополнительно при выполнении определенных условий. Дебютировал в составе «белых» 18 августа, в домашнем матче первого тура АПЛ против «Эвертона» (1:0), в котором вышел на замену в конце второго тайма вместо Ао Танаки.

## Личная жизнь
Младший брат Шона, Мэтти, также футболист, игрок «Торонто». Их отец Дэвид — бывший игрок сборной Великобритании по хоккею с шайбой, который в свою очередь является двоюродным братом бывшего футболиста сборной Англии, «Ньюкасла», «Болтона» и «Селтика» Алана Томпсона.

## Достижения
«Ньюкасл Юнайтед»
- Кубок Английской лиги: 
  - Победитель: 2024/25
  - Финалист: 2022/23
- Итого : 1 трофей